# Crane Paper Company

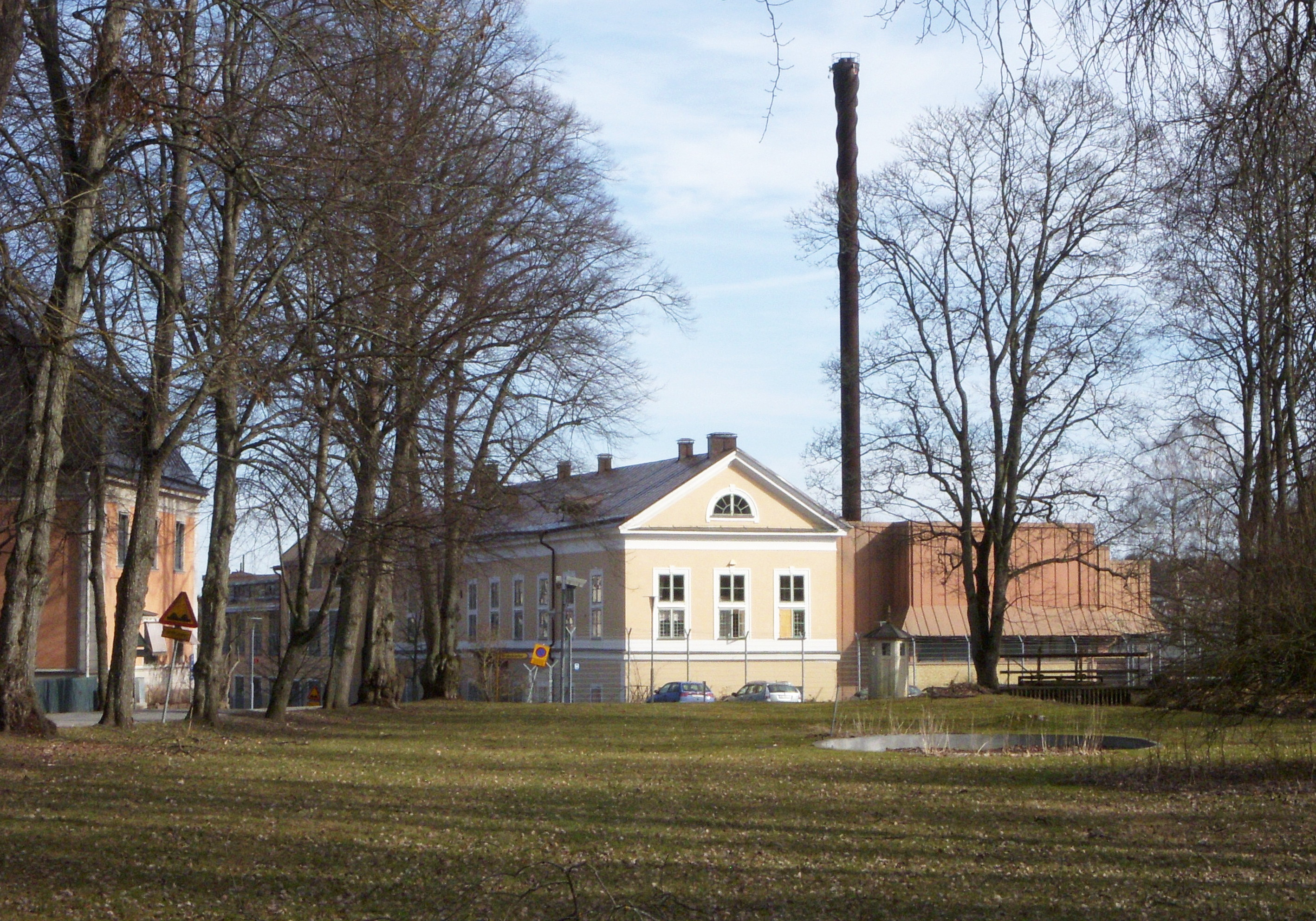
Cranes svenska anläggning på Tumba pappersbruk.

Crane Currency är ett amerikanskt familjeföretag (familjen Crane) baserat i Dalton, Massachusetts som specialiserat sig på tillverkning av kontanter. Crane har tillverkat allt dollarpapper sedan 1879, och är den dominerande leverantören av papper som används till den amerikanska valutan. 
Företaget äger sedan 2001 Tumba pappersbruk.

## Historik
Stephen Crane var den första inom familjen Crane som blev en papperstillverkare och han kallade sitt pappersbruk för "The Liberty Paper Mill". Han sålde valutaanpassat papper till gravören Paul Revere som var den första som tryckte de amerikanska koloniernas papperspengar. År 1801 grundades Crane av Zenas Crane, Henry Wiswall och John Willard. Företagets originalverk producerade dagligen 20 "posts" (1 "post" = 125 ark). Crane utvecklade en metod som väver in parallella silkestrådar i sedelpapper för att ange sedeltyp och att förhindra förfalskning 1844.